# Icon of the Seas
O Icon of the Seas é um navio de cruzeiro construído para a Royal Caribbean International para ser o primeiro e principal navio da classe Icon. A embarcação entrou em serviço em 27 de janeiro de 2024, e possui uma arqueação bruta de 250.800, tornando-se o maior navio de cruzeiro do mundo em arqueação bruta.

## História
Em 10 de outubro de 2016, a Royal Caribbean e a Meyer Turku anunciaram um pedido para construir dois navios sob o nome de projeto "Icon". Espera-se que os navios sejam entregues no terceiro trimestre de 2023 e 2025. Os navios serão classificados pela DNV.
A Royal Caribbean solicitou o registro da marca "Icon of the Seas" em 2016, que na época foi sugerida como uma indicação do nome do primeiro navio.
O corte de aço para o Icon of the Seas começou em 14 de junho de 2021. Em 28 de outubro de 2021, a Royal Caribbean anunciou que o primeiro tanque de GNL para o navio foi instalado no Neptun Werft em Rostock, na Alemanha. Em dezembro de 2021, a unidade flutuante da sala de máquinas, incluindo os tanques de GNL, foi rebocada para Turku por rebocador. A quilha foi lançada em 5 de abril de 2022.
Em maio de 2022, a Royal Caribbean confirmou que o Icon of the Seas seria maior que a classe Oasis.

## Projeto
O Icon of the Seas empregará tecnologia de célula de combustível, a ser fornecida pelo Grupo ABB, e será movido a gás natural liquefeito, com uma arqueação bruta de 250.800 GT. Ela conterá outros recursos de energia alternativa, como o uso de células de combustível para produzir eletricidade e água potável.
Terá capacidade para 5.610 passageiros em ocupação dupla ou 7.600 passageiros em lotação máxima, além de 2.350 tripulantes.
Também terá 20 decks com 7 piscinas e 6 toboáguas. Ele também pretende ter a cachoeira mais alta, o toboágua mais alto, o maior parque aquático e a primeira piscina infinita suspensa no mar.

## Gallery

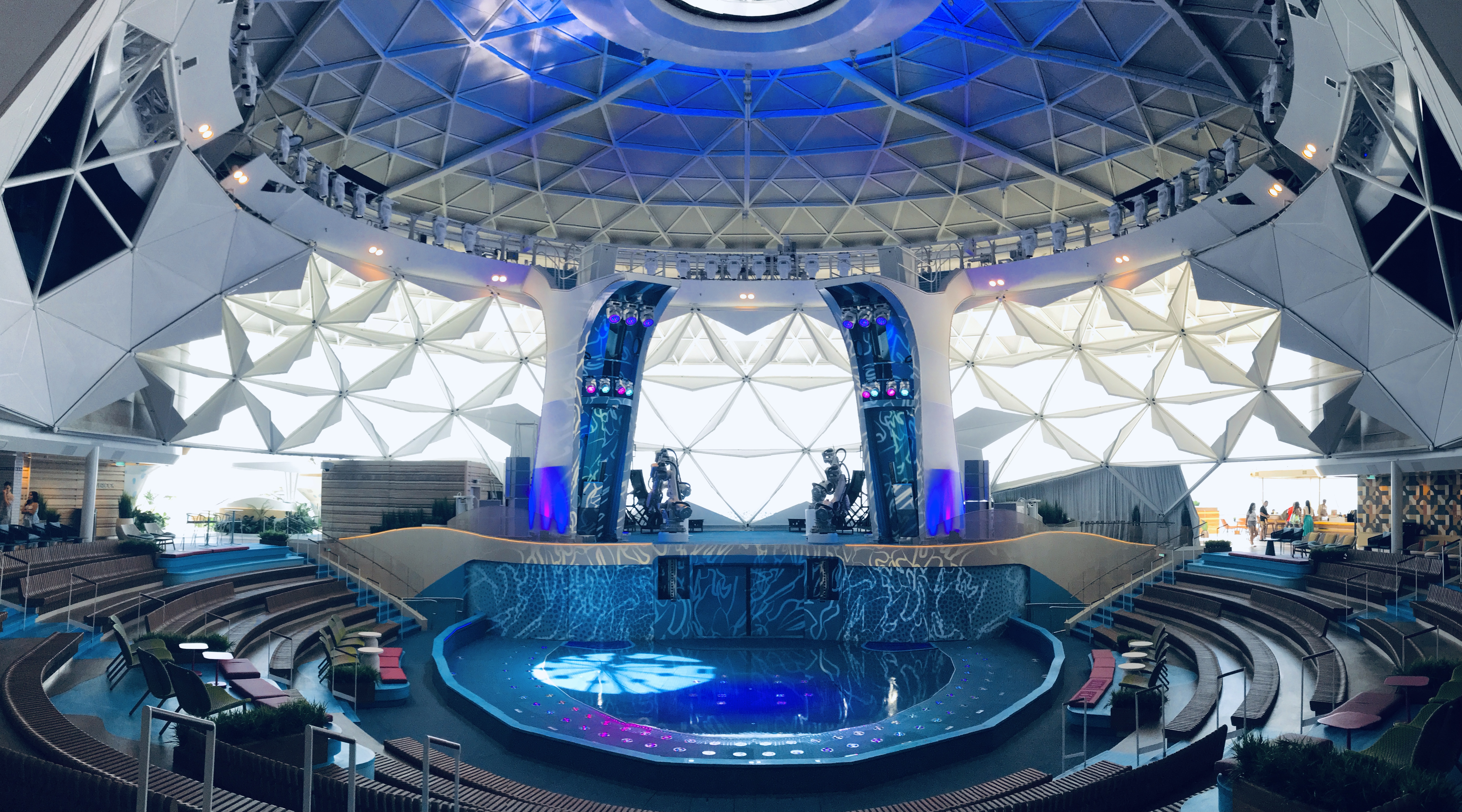
Aquadome
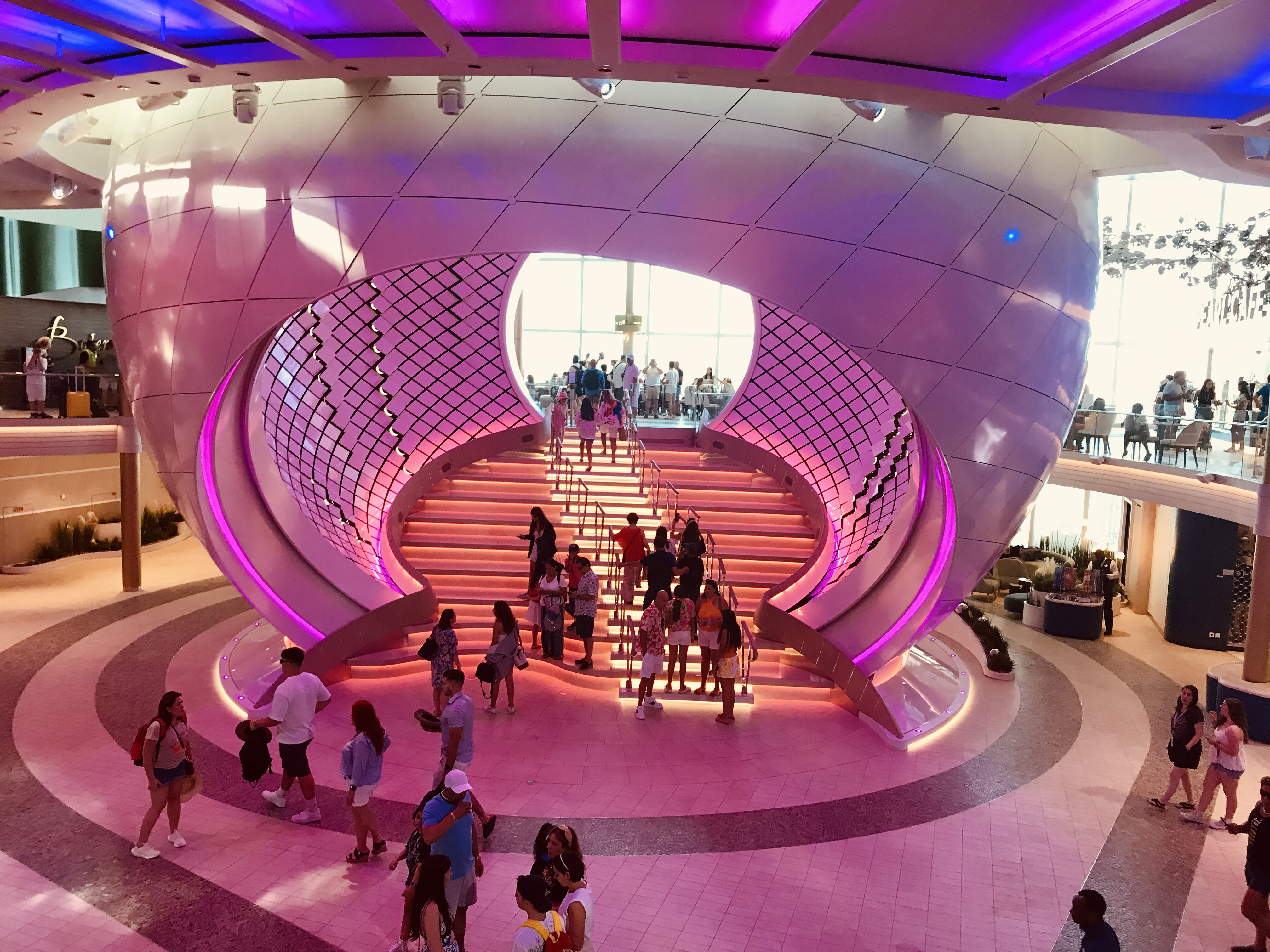
A Pérola, instalação de arte estrutural no Royal Promenade
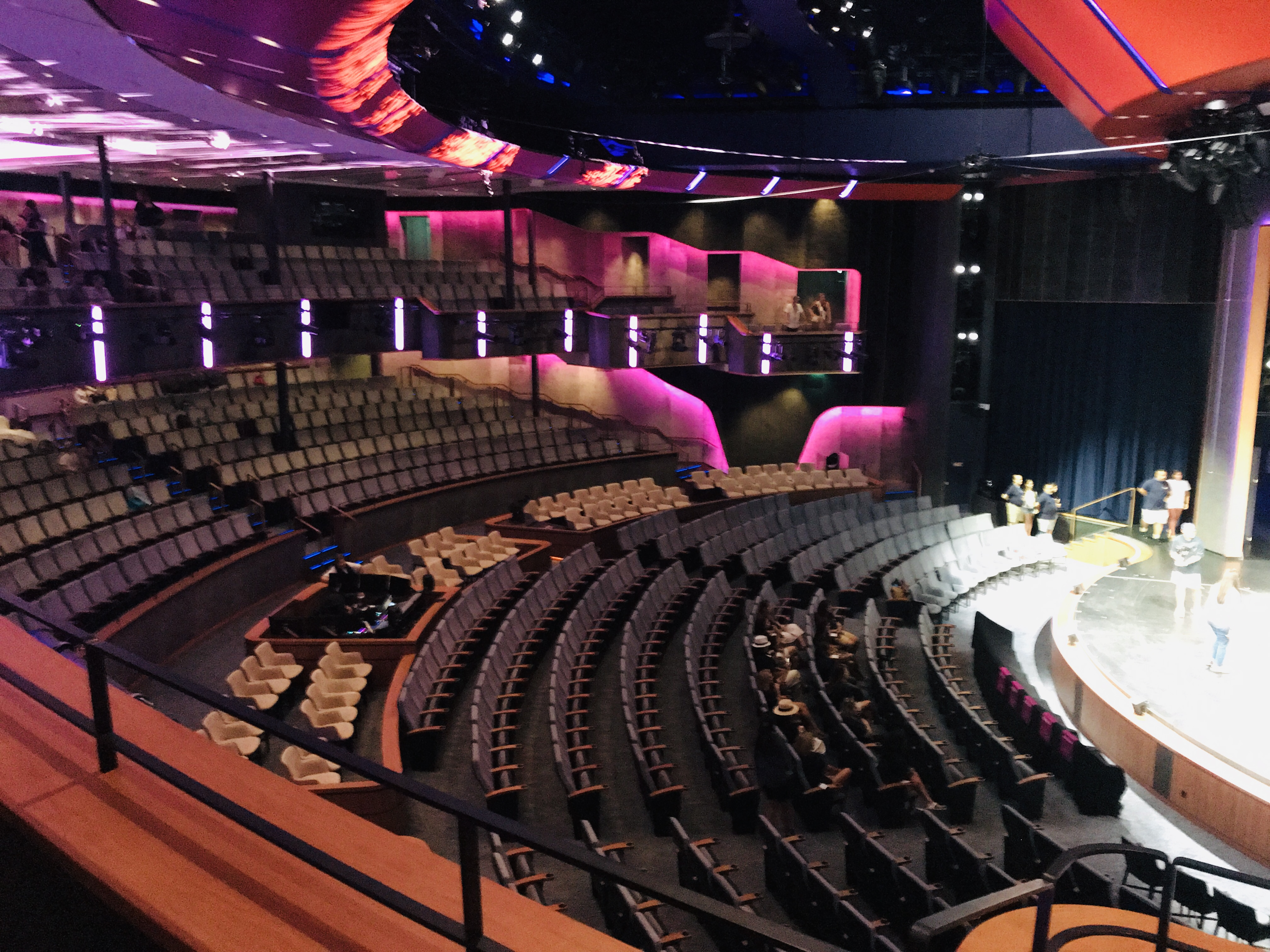
O Teatro Real
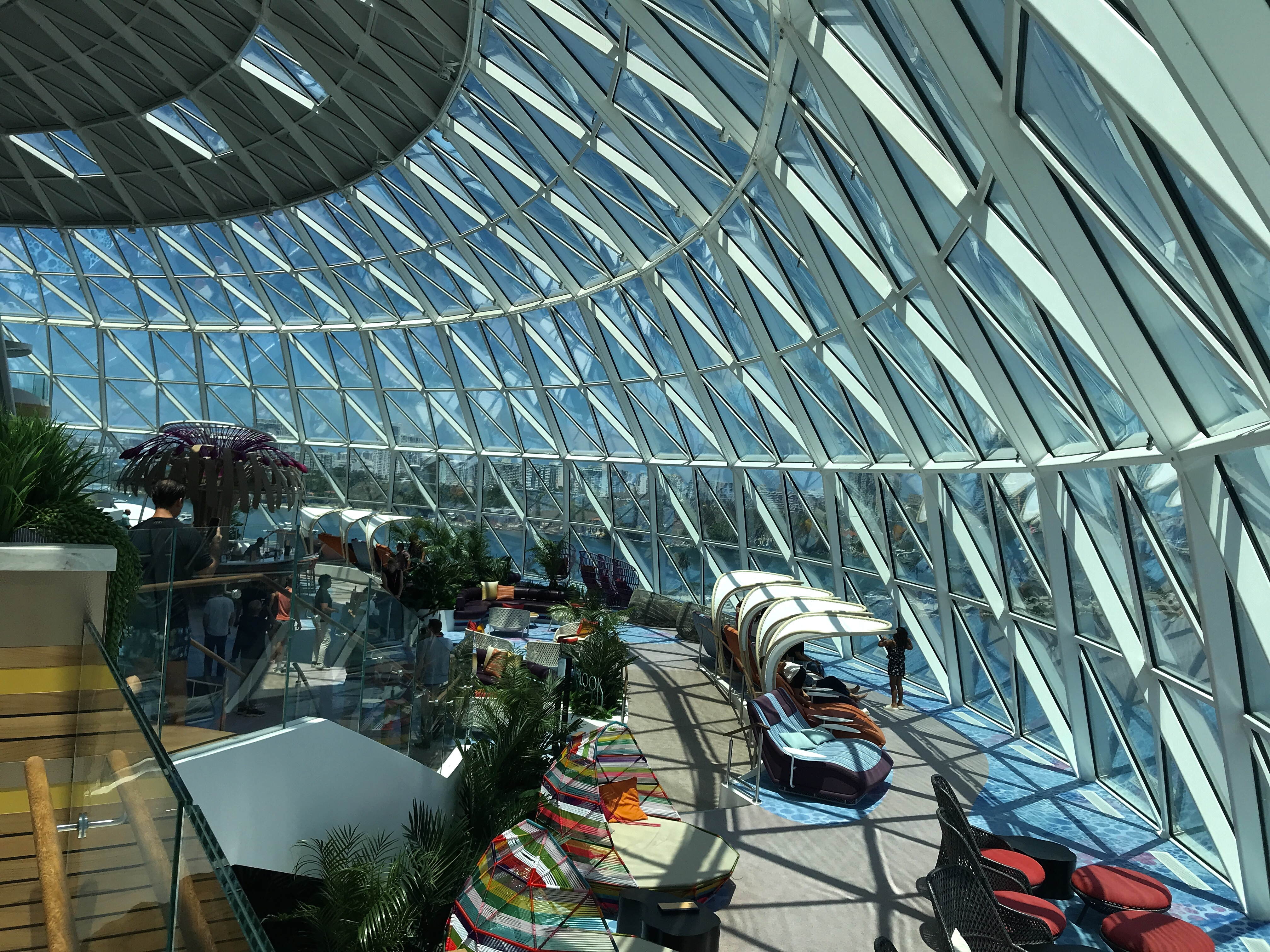
O Overlook Bar no Aquadome
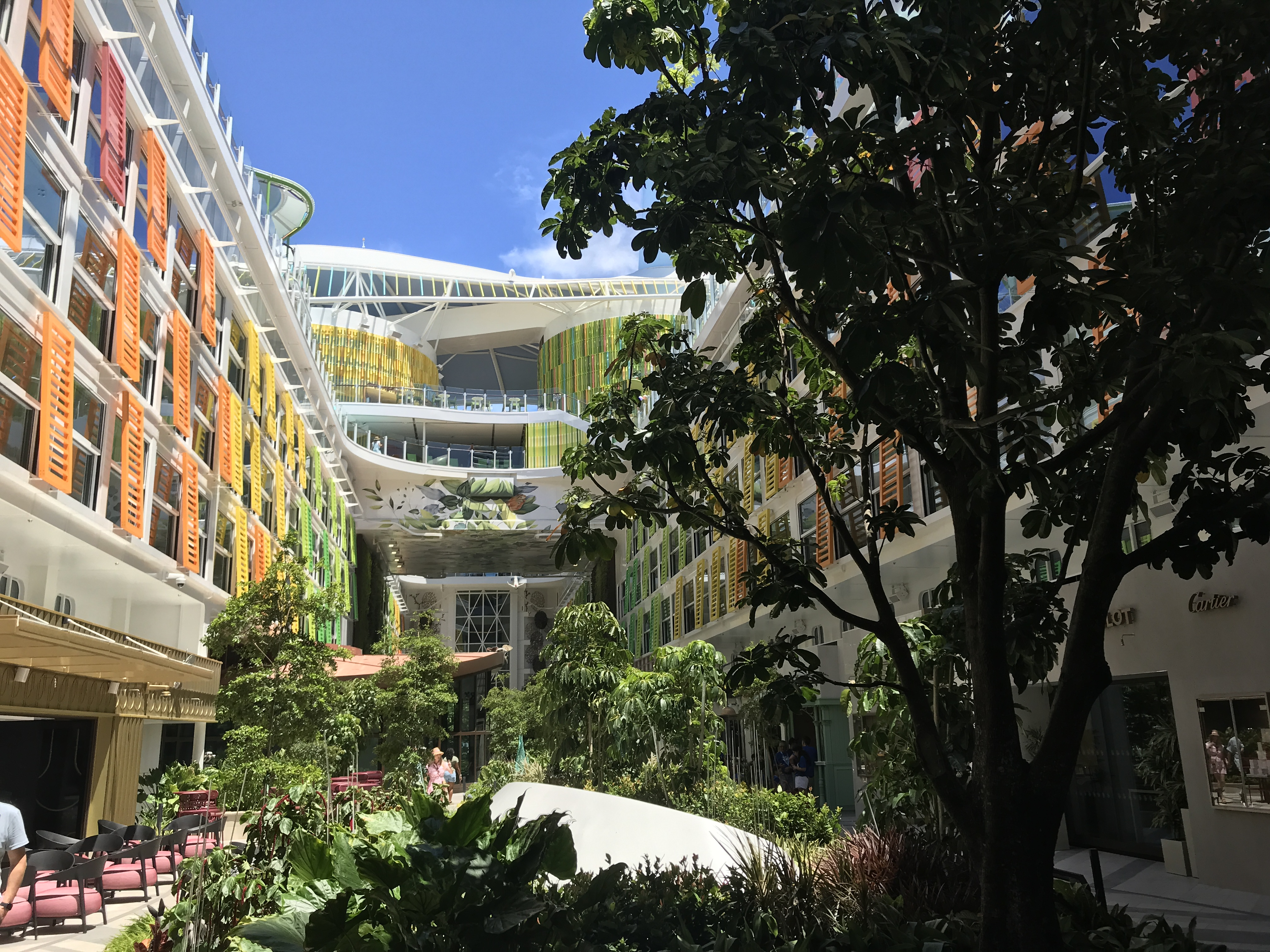
Central Park
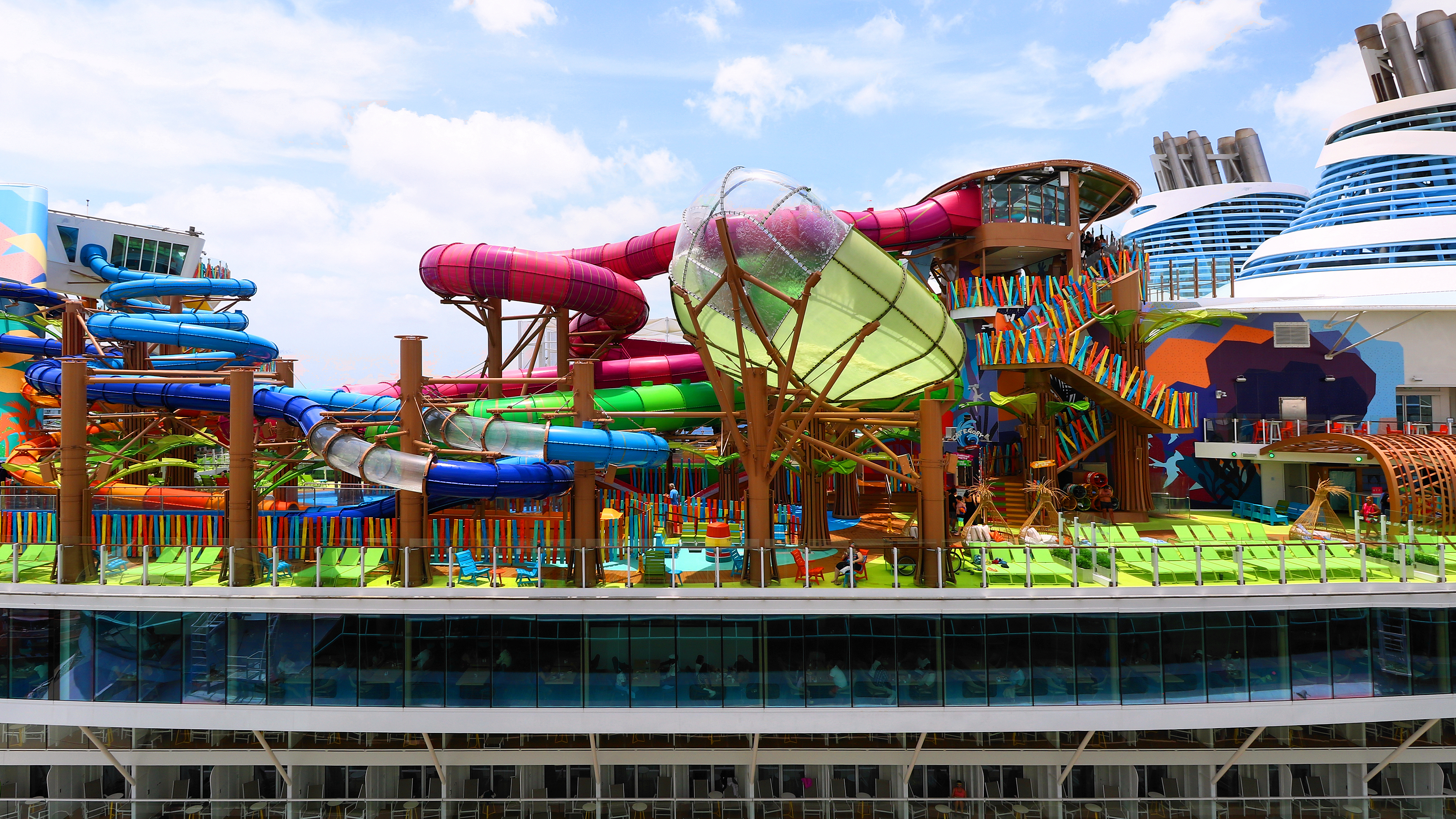
Parque aquático Thrill Island no Icon of the Seas